# Limhamn Griffins
I Limhamn Griffins sono una squadra di football americano di Limhamn-Bunkeflo (quartiere di Malmö), in Svezia; fondati nel 1988 in seguito alla fusione fra i Glue Harbour Buccaneers e i Limhamn Lumberjacks, hanno vinto 3 titoli nazionali.

## Dettaglio stagioni

### Tornei nazionali

#### Campionato

##### Superserien
| Stagione | regular season | regular season | regular season | regular season | regular season | regular season | playoff | playoff | playoff | playoff | playoff | playoff   | playoff    |
|          | Vin            | Par            | Per            | Tot            | PF             | PS             | Vin     | Per     | Tot     | PF      | PS      | risultato | avversaria |
| -------- | -------------- | -------------- | -------------- | -------------- | -------------- | -------------- | ------- | ------- | ------- | ------- | ------- | --------- | ---------- |
| 2015     | 3              | 0              | 7              | 10             | 165            | 313            | -       | -       | -       | -       | -       | -         | -          |
| 2017     | 2              | 0              | 8              | 10             | 90             | 383            | -       | -       | -       | -       | -       | -         | -          |
| Totale   | 5              | 0              | 15             | 20             | 255            | 696            | -       | -       | -       | -       | -       |           |            |

Fonti: Enciclopedia del Football - A cura di Roberto Mezzetti

##### Division 1 för damer (primo livello)/Superserien för damer
| Stagione | regular season | regular season | regular season | regular season | regular season | regular season | playoff | playoff | playoff | playoff | playoff | playoff   | playoff    |
|          | Vin            | Par            | Per            | Tot            | PF             | PS             | Vin     | Per     | Tot     | PF      | PS      | risultato | avversaria |
| -------- | -------------- | -------------- | -------------- | -------------- | -------------- | -------------- | ------- | ------- | ------- | ------- | ------- | --------- | ---------- |
| 2017     | 1              | 0              | 6              | 7              | 22             | 207            | -       | -       | -       | -       | -       | -         | -          |
| 2018     | 2              | 0              | 6              | 8              | 18             | 263            | -       | -       | -       | -       | -       | -         | -          |
| Totale   | 3              | 0              | 12             | 15             | 40             | 470            | -       | -       | -       | -       | -       |           |            |

Fonti: Enciclopedia del Football - A cura di Roberto Mezzetti

##### Division 1
| Stagione | regular season | regular season | regular season | regular season | regular season | regular season | playoff | playoff | playoff | playoff | playoff | playoff          | playoff                |
|          | Vin            | Par            | Per            | Tot            | PF             | PS             | Vin     | Per     | Tot     | PF      | PS      | risultato        | avversaria             |
| -------- | -------------- | -------------- | -------------- | -------------- | -------------- | -------------- | ------- | ------- | ------- | ------- | ------- | ---------------- | ---------------------- |
| 2018     | 4              | 0              | 2              | 6              | 230            | 68             | 1       | 1       | 2       | 73      | 36      | Quarti di finale | Karlskoga Wolves       |
| 2019     | 5              | 0              | 1              | 6              | 246            | 68             | 0       | 1       | 1       | 19      | 41      | Quarti di finale | Tyresö Royal Crowns    |
| 2020     | 2              | 0              | 2              | 4              | 137            | 102            | 1       | 0       | 1       | 24      | 17      | Co-campioni      | Arlanda Jets           |
| 2021     | 4              | 1              | 1              | 6              | 140            | 95             | 1       | 0       | 1       | 7       | 2       | Co-campioni      | AIK Amerikansk Fotboll |
| 2022     | 5              | 1              | 2              | 8              | 204            | 69             | 1       | 0       | 1       | 27      | 21      | Co-campioni      | AIK Amerikansk Fotboll |
| Totale   | 20             | 2              | 8              | 30             | 957            | 402            | 4       | 2       | 6       | 150     | 117     |                  |                        |

Fonti: Enciclopedia del Football - A cura di Roberto Mezzetti

##### Division 1 för damer (secondo livello)
| Stagione | regular season | regular season | regular season | regular season | regular season | regular season | playoff | playoff | playoff | playoff | playoff | playoff   | playoff    |
|          | Vin            | Par            | Per            | Tot            | PF             | PS             | Vin     | Per     | Tot     | PF      | PS      | risultato | avversaria |
| -------- | -------------- | -------------- | -------------- | -------------- | -------------- | -------------- | ------- | ------- | ------- | ------- | ------- | --------- | ---------- |
| 2020     | 1              | 0              | 2              | 3              | 34             | 122            | -       | -       | -       | -       | -       | -         | -          |
| 2021     | 0              | 0              | 4              | 4              | 0              | 4              | -       | -       | -       | -       | -       | -         | -          |
| Totale   | 1              | 0              | 6              | 7              | 34             | 126            | -       | -       | -       | -       | -       |           |            |

Fonti: Enciclopedia del Football - A cura di Roberto Mezzetti

### Tornei internazionali

#### European Football League (1986-2013)
| Stagione | regular season | regular season | regular season | regular season | regular season | regular season | playoff | playoff | playoff | playoff | playoff | playoff          | playoff          |
|          | Vin            | Par            | Per            | Tot            | PF             | PS             | Vin     | Per     | Tot     | PF      | PS      | risultato        | avversaria       |
| -------- | -------------- | -------------- | -------------- | -------------- | -------------- | -------------- | ------- | ------- | ------- | ------- | ------- | ---------------- | ---------------- |
| 1994     | -              | -              | -              | -              | -              | -              | 0       | 1       | 1       | 6       | 31      | Quarti di finale | East City Giants |
| 1995     | -              | -              | -              | -              | -              | -              | 1       | 1       | 2       | 57      | 29      | Quarti di finale | East City Giants |
| Totale   | -              | -              | -              | -              | -              | -              | 1       | 2       | 3       | 63      | 60      |                  |                  |

Fonti: Enciclopedia del Football - A cura di Roberto Mezzetti

### Riepilogo fasi finali disputate
| Anno              | Luogo     | Evento                | Fase del torneo  | Incontro                                  | Risultato |
| 25 agosto 2018    | Karlskoga | Division 1 för herrar | Quarti di finale | Karlskoga Wolves - Limhamn Griffins       | 29 - 28   |
| 15-16 giugno 2019 |           | Division 1 för herrar | Quarti di finale | Tyresö Royal Crowns - Limhamn Griffins    | 41 - 19   |
| 4 ottobre 2020    |           | Division 1 för herrar | Playoff          | Arlanda Jets - Limhamn Griffins           | 17 - 24   |
| 3 ottobre 2021    | Malmö     | Division 1 för herrar | Finale           | Limhamn Griffins - AIK Amerikansk Fotboll | 7 - 2     |
| 2 luglio 2022     |           | Division 1 för herrar | Finale           | Limhamn Griffins - AIK Amerikansk Fotboll | 27 - 21   |

## Palmarès
- 3 SM-final (1993, 1994, 2007)
- 7 Campionati svedesi di secondo livello (2000[2], 2001[2], 2004, 2005, 2013[2], 2021[2], 2022[2])
- 1 Campionato svedese di flag football (2010)
- 1 Campionato Under-17 (2009)
- 1 Dukes Tourney Under-17 (2011)
- 1 Dukes Tourney Under-16 (2007)
- 1 Dukes Tourney Under-13 (2007)